# О’Коннор, Ричард
Сэр Ричард Наджент О’Коннор (англ. Richard Nugent O'Connor; 21 августа 1889, Сринагар, Британская Индия — 17 июня 1981, Лондон) — британский генерал и командующий британской армией в Северной Африке во время Второй мировой войны. Командующий британской войсками во время операции «Компас».

## Биография
О’Коннор родился в Сринагаре, Кашмир, 21 августа 1889 года. Его отец был майором в полку Королевских ирландских стрелков, а его мать — дочерью бывшего губернатора одной из центральных провинций Индии. Учился в колледже Веллингтона, позже в Королевском военном училище в Сандхерсте. По окончании обучения проходил службу во 2-м батальоне шотландских стрелков.
Во время Первой мировой войны О’Коннор воевал во Франции и Италии. В феврале 1915 года награждён «Военным крестом». Под конец войны получил звание капитана. В апреле 1936 года О’Коннор был повышен до полковника и принял командование пешаварской бригадой на северо-западе Индии.

### Участие во Второй мировой войне
В августе 1939 года Ричард О’Коннор в составе 7-й дивизии был переведён в крепость Мерса-Матрух, Египет. В ноябре 1940 года он получил звание генерал-лейтенанта и в должности командующего армией «Нил», с 8 декабря 1940 года провёл успешную операцию «Компас», во время которой уничтожил в три раза превосходящую группировку противника.
6 апреля 1941 года О’Коннор вместе с Филиппом Нимом были взяты в плен немецким патрулём вблизи Дерны. Следующие два с половиной года О’Коннор как военнопленный провёл в лагере близ Флоренции в Италии. В сентябре 1943 года с помощью Итальянского Сопротивления он вместе с Нимом бежал из плена. По возвращении в Англию О’Коннор был посвящён в рыцари и получил звание генерал-лейтенанта. 21 января 1944 года О’Коннор стал командиром VIII корпуса британской армии. Вместе с корпусом принимал участие в высадке союзников в Нормандии. В апреле 1945 года получил звание полного генерала.

### Отставка
В 1948 году О’Коннор ушёл в отставку, но не порывал связей с армией. Умер в Лондоне 17 июля 1981 года.

## Награды
- Рыцарь Ордена Чертополоха, 26 апреля 1971 года
- Рыцарь Большого Креста Ордена Бани, 12 июня 1947 года
- Орден «За выдающиеся заслуги», 1917, 1918 годы
- «Военный крест», 1915 год
- Орден Почётного легиона